# Opération Obviate
L'opération Obviate est un raid aérien destiné à détruire le cuirassé allemand Tirpitz ancré dans le port de Tromsø. Cette attaque eut lieu le 29 octobre 1944. Le Tirpitz fut endommagé par ce raid.

## Préparation de l'opération
Après plusieurs échecs (opération Source, opération Tungsten, opération Mascot, opérations Goodwood, opération Paravane), les Britanniques sont toujours résolus à détruire le Tirpitz. Le Air Vice Marshal Ralph Cochrane planifie l'attaque.
L'attaque doit être menée par des Avro Lancaster armés de bombes Tallboy. La distance jusqu'à la Norvège est en limite du rayon d'action des bombardiers. Ils sont modifiés pour emporter du carburant supplémentaire en enlevant une partie de l'armement et du blindage.

## Déroulement des opérations

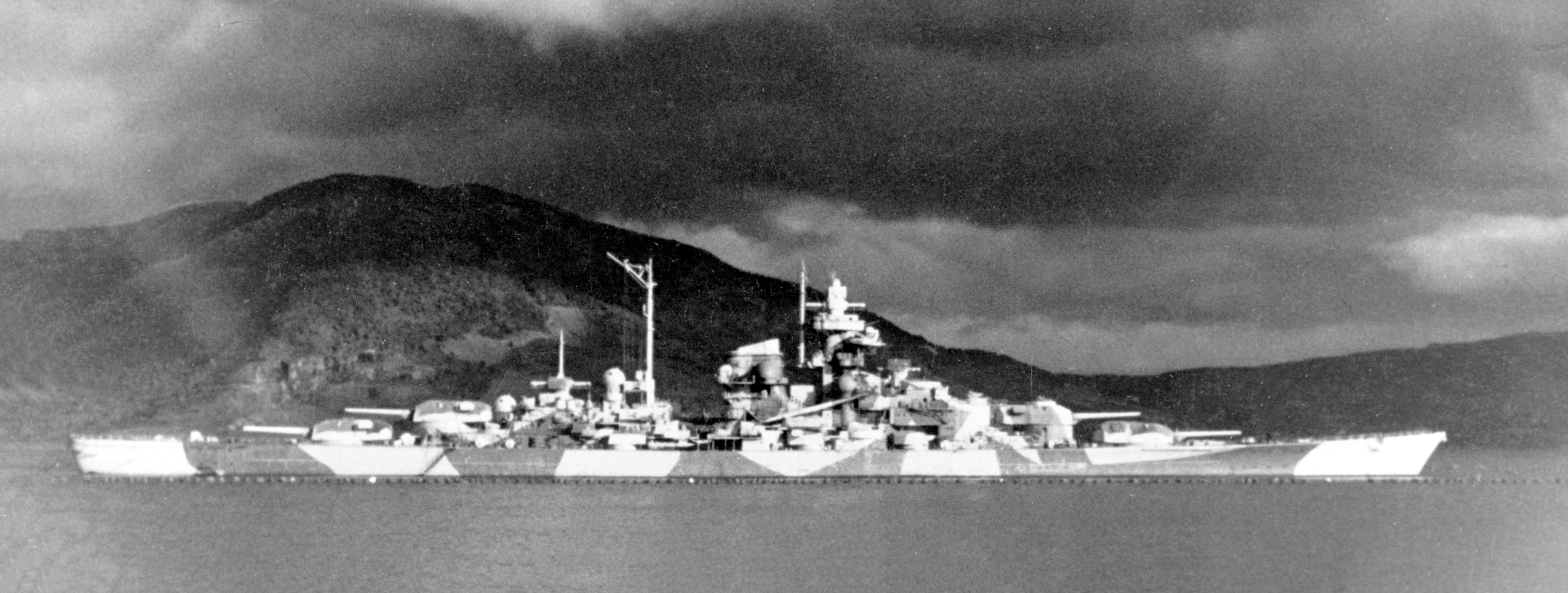
Le Tirpitz en Norvège.

Le 28 octobre, trente neuf bombardiers Avro Lancaster décollent de la base de Lossiemouth. Le Tirpitz se couvre de nuages au dernier moment. Trente deux bombes sont larguées mais une seule explose près du gouvernail.

## Conséquences
Le navire n'est plus qu'une batterie flottante car le navire n'est plus manœuvrable. Tout ce qui peut être récupéré commence à être démonté. Le Tirpitz sera attaqué à nouveau le 12 novembre 1944 et finira par couler.